# Greg Anderson
Greg Anderson (ur. 1970 w Seattle) – amerykański gitarzysta i współzałożyciel wytwórni płytowej Southern Lord Records. Członek zespołu Goatsnake, znany również ze współpracy ze Stephenem O’Malleyem w projektach takich jak Burning Witch, Sunn O))), Thorr's Hammer oraz Teeth of Lions Rule the Divine. Współpracuje też z Engine Kid, zespołem grającym heavy metal z elementami hardcore.